# Пами
Пами (Usermaatre Setepenamen/Setepenre Pamiu-meryamen), Пимау или Памиу, е фараон от либийската Двадесет и втора династия на Древен Египет през Трети преходен период на Древен Египет.

## Управление
Управлява Долен Египет през 773 – 767 г. пр.н.е. или през 785 – 778 г. пр.н.е.. Името Пами („котарак“) се свързва с култа към богитята-котка Бастет.
Не е ясно каква е роднинската връзка на Пами с неговия предшественик Шешонк IV. Някои учени изказват предположението, че Пами е може би Pimay – син на Шешонк III и вожд на Ма (либийците мешвеш).
Пами е фараон 7 или 8 непълни години и е наследен от Шешонк V. Погребан е в гробница NRT II в царския некропол на Танис.